# Монти (Маса-Карара)
Монти је насеље у Италији у округу Маса-Карара, региону Тоскана.
Према процени из 2011. у насељу је живело 1422 становника. Насеље се налази на надморској висини од 154 м.